# Флаг Хоседа-Хардского сельсовета
Флаг муниципального образования «Хоседа-Хардский сельсовет» Заполярного муниципального района Ненецкого автономного округа Российской Федерации — опознавательно-правовой знак, служащий официальным символом муниципального образования.
Флаг утверждён 16 ноября 2009 года и внесён в Государственный геральдический регистр Российской Федерации с присвоением регистрационного номера 5772.

## Описание
«Прямоугольное малиновое полотнище с отношением ширины к длине 2:3, несущее восходящую от нижнего угла у древка до верхнего угла у свободного края голубую волнистую полосу с белой узкой каймой общей шириной 1/3 ширины полотнища, обременённую фигурами из герба сельсовета, выполненными белыми и серыми цветами».

## Символика
Флаг составлен на основании герба Хоседа-Хардского сельсовета по правилам и соответствующим традициям вексиллологии и отражает исторические, культурные, социально-экономические, национальные и иные местные традиции.
Посёлок Харута — административный центр Хоседа-Хардского сельсовета расположен в месте впадения реки Харуты (Харвата, Харвута) в реку Адзьву. Название реки Харуты переводится с ненецкого языка как «лиственничная» река. Одной из особенностей Хоседа-Хартского района является произрастание на её территории единственного вида лиственницы — лиственницы Сукачёва, распространённой в районе от Белого моря до Уральских гор.
Флаг сельсовета отражает географические и топонимические особенности сельсовета.
Малиновое полотнище — аллегория красивого цветущего ковра летней тундры.
Волнистая голубая полоса — символ рек, на которых стоит посёлок.
Ветки лиственницы, устилающие дно речки — гласный символ названия реки и посёлка, а также символ лиственницы Сукачёва, характерной лишь для этих мест.
Малиновый цвет (пурпур) — символизирует власть, славу, почёт, величие, благородство происхождения, древность.
Голубой цвет (лазурь) — символ возвышенных устремлений, искренности, преданности, возрождения.
Жёлтый цвет (золото) — символ высшей ценности, величия, великодушия, богатства.
Белый цвет (серебро) — символ чистоты, ясности, открытости, божественной мудрости, примирения.